# Avenida Ugarte
La Avenida Gobernador Marcelino Ugarte es una de las avenidas más importantes del Partido de Vicente López, parte del Gran Buenos Aires. Es la continuación de la Avenida Corrientes y a su vez, su continuación es la Avenida Vélez Sársfield, en el barrio de Munro.

## Toponimia
El nombre de la avenida recuerda al gobernador Marcelino Ugarte (1855-1929), quién gobernó la Provincia de Buenos Aires en los periodos 1902-1906 y 1914-1917. También fue senador entre 1913 y 1914.

## Extensión
Se extiende desde la Avenida Maipú, en el barrio de Olivos, hasta la Avenida Bartolomé Mitre, en Munro. Su numeración inicia en el 1.500 y finaliza en el 4.099, recorriendo 2,7 km en total.
En el tramo comprendido entre el Acceso Norte y la Avenida Bartolomé Mitre posee un contracarril, puesto en marcha desde 2008.
La avenida continúa su recorrido cambiando su nombre por el de Avenida Vélez Sársfield.

## Recorrido

### Olivos

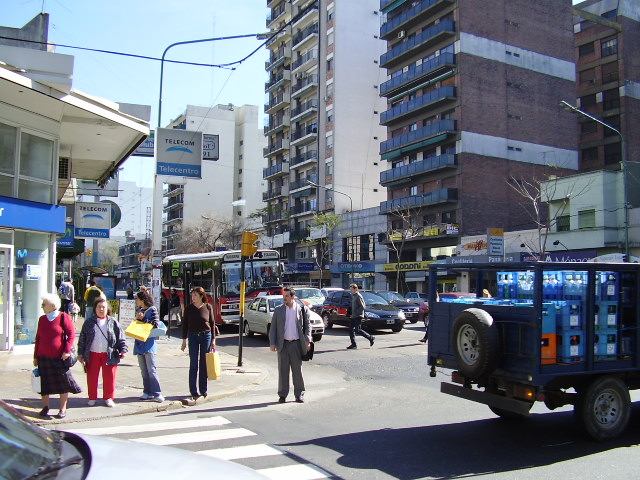
Comienzo de la Avenida Ugarte, en el cruce con la Avenida Maipú.

- - 1500-3400: Tramo mano única (hacia el Río de la Plata, sentido Oeste - Este)
  - 1500: Inicio de la Avenida Ugarte y cruce con la Avenida Maipú
  - 1600: Calle Juan de Garay
  - 1800: Calle Hilarión de la Quintana
  - 1900: Calle Nicolás Avellaneda
  - 1980: Sucursal Ugarte del Supermercado Carrefour
  - 2200: Calle General Pacheco
  - 2400: Calle España
  - 2600: Calle Juan B. Justo
  - 2800: Calle Fray Justo Sarmiento
  - 2905: Ingreso a los Laboratorios Roemmers y a las oficinas de Andreani
  - 3200: Avenida Cnel. Francisco Uzal
  - 3300: Calle Cnel. Manuel Rosetti
  - 3400: Calle Blas Parera, colectora este de la Autopista Acceso Norte

### Munro
- - 3400-4099: Tramo doble mano
  - 3500: Calle Esteban Echeverría, colectora oeste de la Autopista Acceso Norte
  - 3608: Ingreso a las oficinas de Gillette Argentina
  - 3704: Ingreso a las oficinas y a los laboratorios de Bayer Argentina
  - 3800: Calle Int. Ávalos
  - 4099: Fin de la Avenida Ugarte, continúa la Avenida Vélez Sársfield
  - 4100: Cruce con la Avenida B. Mitre